# Daňatar Köpekow
Daňatar Abdyýewiç Köpekow (ros. Данатар Абдыевич Копеков, Danatar Abdyjewicz Kopiekow; ur. 12 maja 1933 w Aszchabadzie, zm. 21 września 2011 tamże) – turkmeński generał armii, przewodniczący KGB Turkmeńskiej SRR (1991), minister obrony Turkmenistanu (1992-1998).

## Życiorys
W 1954 ukończył studia na Wydziale Geograficznym Państwowego Instytutu Pedagogicznego im. Lenina w Czardżou, następnie pracował jako nauczyciel geografii, kierownik sekcji szkoły średniej nr 1 i inspektor rejonowego oddziału edukacji narodowej w Aszchabadzie. Od 1958 należał do KPZR, od 1959 służył w organach bezpieczeństwa, początkowo jako młodszy pełnomocnik operacyjny i pełnomocnik operacyjny, w 1968 został skierowany do pracy w Iranie jako pomocnik rezydenta KGB w Meszhedzie jako rzekomy pracownik przedstawicielstwa Głównego Zarządu Ubzepieczenia Zagranicznego ZSRR „Ingosstrach”. W 1971 został zatrzymany przez irańską służbę SAWAK i odesłany do kraju, po powrocie został szefem oddziału Wydziału I KGB przy Radzie Ministrów Turkmeńskiej SRR, a 1974-1975 był zastępcą szefa Wydziału I KGB przy Radzie Ministrów Turkmeńskiej SRR. W latach 1975–1984 był szefem Wydziału I KGB Turkmeńskiej SRR, w 1984 szefem Wydziału Kadr i zastępcą przewodniczącego KGB Turkmeńskiej SRR, od 1984 do czerwca 1990 zastępcą przewodniczącego, od czerwca 1990 do marca 1991 I zastępcą przewodniczącego, a od 25 marca do 30 września 1991 przewodniczącym KGB Turkmeńskiej SRR. Po rozpadzie ZSRR służył w strukturach siłowych Turkmenistanu, początkowo jako szef służb specjalnych, a od stycznia 1992 do 17 września 1998 minister obrony Turkmenistanu i jednocześnie rektor Instytutu Wojennego, 17 września 1998 został szefem wydziału Gabinetu Ministrów Turkmenistanu, 1999 przeszedł na emeryturę. Oskarżony o zorganizowanie próby wojskowego przewrotu i nieudanego zamachu na życie prezydenta Turkmenistanu Saparmyrata Nyýazowa (12 września 1998), w 2002 został skazany na 8 lat więzienia, jednak wkrótce został zrehabilitowany i zwolniony. Był odznaczony Orderem Czerwonej Gwiazdy i medalami.

## Awanse
- Major (1971)
- Podpułkownik (1974)
- Pułkownik
- Generał Major (1990)
- Generał Porucznik (1992)
- Generał Pułkownik (1993)
- Generał Armii